# ファイアーエイド
ファイアーエイド（FireAid）は、2025年1月30日にアメリカ合衆国カリフォルニア州イングルウッドで開催された、2つの会場でのチャリティー・コンサートと音楽ベースの募金活動。アネンバーグ財団が主催したこのイベントは、2025年1月に南カリフォルニアで発生した山火事の影響を受けた人々を支援するための資金と、この地域での将来の山火事を防ぐための資金を集めた。
プロデューサーのティム・セクストン、リード・ミキシング・エンジニアのボブ・クリアマウンテン、テクニカル・ディレクターのエリック・ベッカーなど、イベントの制作に携わった数人が火災の影響を直接受けた。

## 出演者
イベント出演者のほとんどが、ロサンゼルス大都市圏と何らかのつながりを持っていた。
コンサートは6時間続いた。セットリスト:

### インテュイット・ドーム

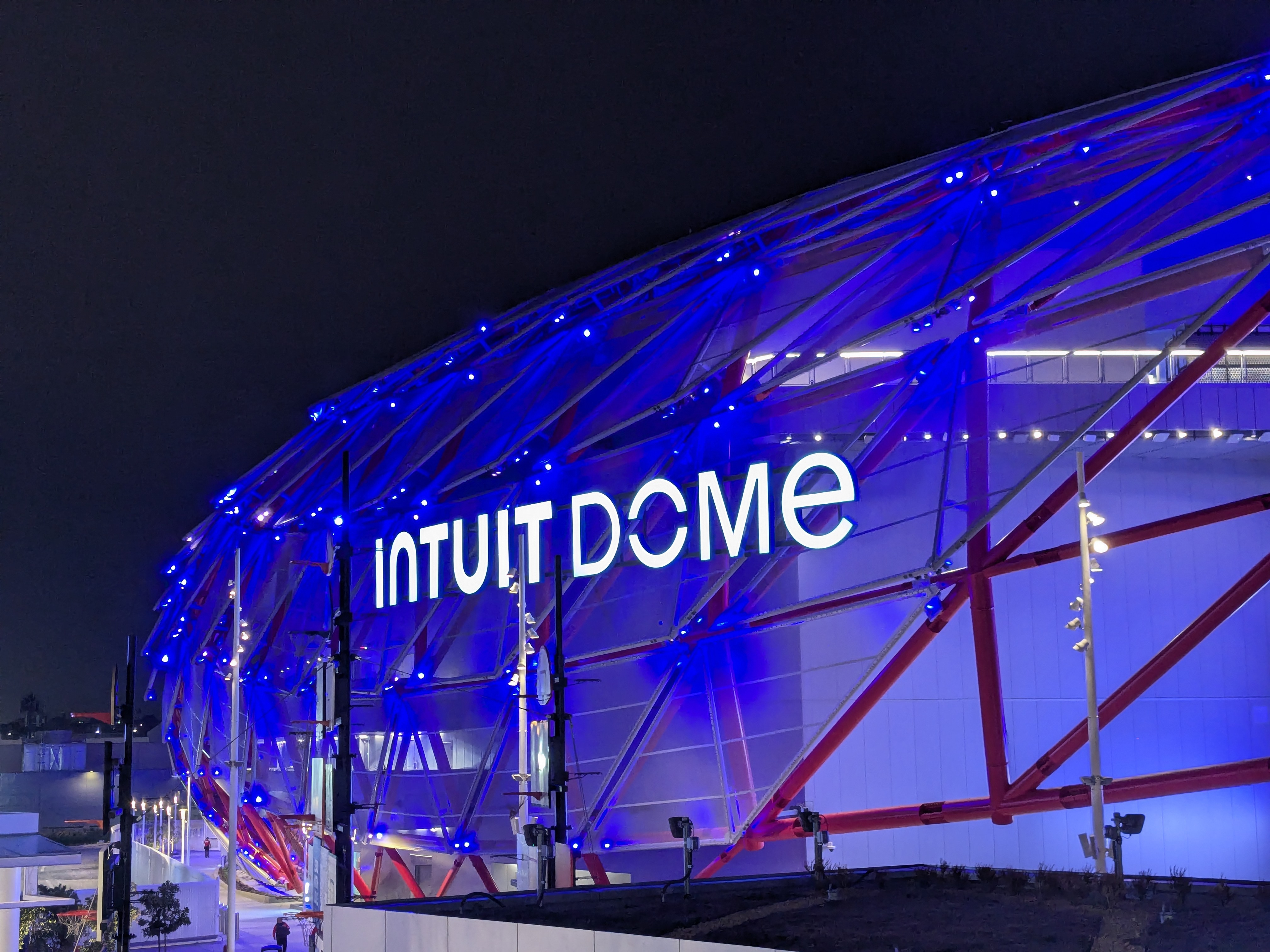
インテュイット・ドーム

- ビリー・アイリッシュ with フィニアス・オコネル ("Wildflower"、"The Greatest"、"Birds of a Feather")
- アース・ウィンド・アンド・ファイアー ("That's the Way of the World"、"Shining Star"、"September")
- グレイシー・エイブラムス with アーロン・デスナー ("I Love You, I'm Sorry"、"A Long December")
- ジェリー・ロール ("I Am Not Okay"、"Hollywood Nights" (with トラヴィス・バーカー))
- ケイティ・ペリー ("Rise" (with パサデナ合唱団)、"Roar"、"California Gurls")
- レディー・ガガ ("Shallow"、"Always Remember Us This Way"、"All I Need Is Time")
- リル・ベイビー ("So Sorry"、"Emotionally Scarred")
- オリヴィア・ロドリゴ ("Drivers License"、"Deja Vu")
- ペソ・プルーマ ("La Bebé (Remix))")
- ロッド・スチュワート ("Forever Young"、"Maggie May"、"People Get Ready")
- スティーヴィー・ワンダー ("Love's in Need of Love Today"、"Superstition" (with スティング)、"Higher Ground" (with スティング&フリー))
- スティング ("Message in a Bottle"、"Driven to Tears"、"Fragile")
- テイト・マクレー ("You Broke Me First"、"Don't Dream It's Over")

さらに、サミュエル・L・ジャクソン、キンタ・ブランソン、マイルズ・テラー（テラーもパリセーズ火災で家を失った）、ジミー・キンメルが出演し、それぞれが山火事で家を失った地元の人々を紹介した。

### キア・フォーラム

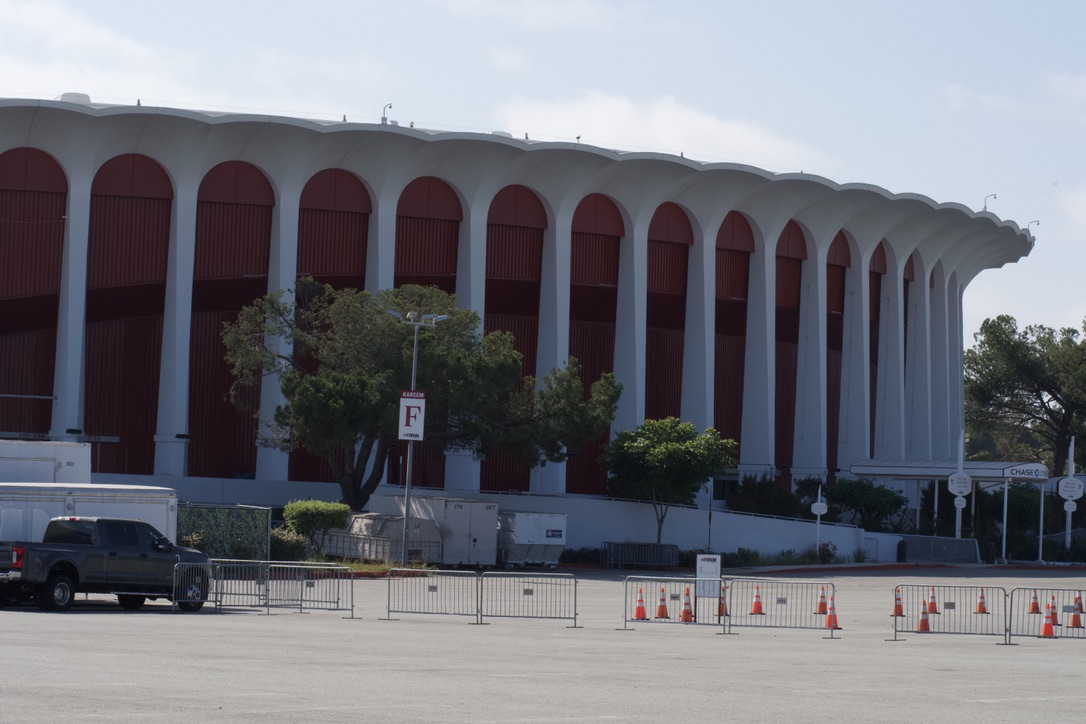
キア・フォーラム

- アラニス・モリセット ("Hand in My Pocket"、"Thank U")
- アンダーソン・パーク・ウィズ・フリー・ナショナルズ&シーラ・E ("Put Me Thru"、"Come Down"、"Still D.R.E." (with ドクター・ドレー)、"California Love" (with ドクター・ドレー))
- ドーズ ("Time Spent in Los Angeles"、"For What It's Worth" (with スティーヴン・スティルス&マイク・キャンベル)、"Teach Your Children" (with グラハム・ナッシュ&スティーヴン・スティルス))
- グリーン・デイ ("Last Night on Earth" (with ビリー・アイリッシュ)、"Still Breathing"、"When I Come Around")
- ジョン・メイヤー ("Neon"、"Gravity"、"Free Fallin'")
- ジョニ・ミッチェル ("Both Sides, Now")
- デイヴ・グロール、クリス・ノヴォセリック、パット・スメアによるニルヴァーナ・トリビュート ("Breed" (with セイント・ヴィンセント)"、"School" (with キム・ゴードン)、"Territorial Pissings" (with ジョーン・ジェット)、"All Apologies" (with ヴァイオレット・グロール、キム・ゴードン)) ※未発表サプライズ
- ノー・ダウト ("Just a Girl"、"Don't Speak"、"Spiderwebs")
- P!NK ("What About Us"、"Me and Bobby McGee"、"Babe I'm Gonna Leave You")
- レッド・ホット・チリ・ペッパーズ ("Dani California"、"Californication"、"Black Summer"、"Under the Bridge")
- スティーヴィー・ニックス ("Stand Back"、"Landslide"、"Edge of Seventeen")
- ブラック・クロウズ ("Remedy"、"Have You Ever Seen the Rain?" (with ジョン・フォガティ、シェーン・フォガティ)、"Going to California" (with スラッシュ))

さらに、パリセーズ火災で家を失ったビリー・クリスタルも出演した。
デイヴ・マシューズは当初、ジョン・メイヤーと共演する予定だったが、家族の病気を理由にキャンセルされた。

## 募金活動
アネンバーグ財団は寄付金をファイアーエイドに分配する予定であり、その主催者はこの目的のために501(c)(3)を設立した。スティーヴ・バルマーと彼の妻コニーは、ライブ・イベント中に行われたすべての寄付と同額を寄付することを約束した。ビリー・クリスタルは自身のセグメントで、U2が100万ドルを約束したことに言及した。

## オンライン・ストリーミング・パートナー
このコンサートは、世界中のさまざまなストリーミング・プラットフォームやラジオ局で生放送された。

### ビデオ・ストリーミング・プラットフォーム
- Prime Video/Amazon Live
- Apple TV+
- Disney+/Hulu
- Max/Crave
- Netflix/Tudum
- Paramount+/Pluto TV
- Peacock
- YouTube
- ディレクTV app
- ディレクTVストリーム
- FanDuel Sports Network app

### 音楽ストリーミング・プラットフォーム
- Spotify
- Amazon Music
- Apple Music
- SoundCloud
- YouTube Music

### ラジオ局
- All 860+ iHeartRadio stations
- Life with John Mayer

### ニュース・ステーション
- KTLA+
- NBC News Now
- CBS News 24/7

### ソーシャルメディア・プラットフォーム
- Facebook
- Instagram
- TikTok
- X
- Twitch (Amazon Music)

### コンサート・ストリーミング・プラットフォーム
- VEEPS

### 映画館
- AMCシアターズ
- リーガル・シネマズ